# Bad Girl (canção de Avril Lavigne)
"Bad Girl" é uma canção da cantora e compositora canadense Avril Lavigne, para o seu quinto álbum de estúdio, Avril Lavigne (2013). Escrita pela própria intérprete com o apoio de Chad Kroeger e David Hodges, e produzida pelos dois últimos, a faixa conta com a participação do cantor estadunidense Marilyn Manson. A gravação de estúdio ocorreu em 2013 no Henson Studios, localizado em Los Angeles, Califórnia. Musicalmente, trata-se de uma obra de pop e nu metal, com elementos do rock industrial, glam rock e punk rock dos anos 1970, enquanto suas letras retratam uma relação sexual entre uma garota e um homem mais velho.

## Antecedentes e composição

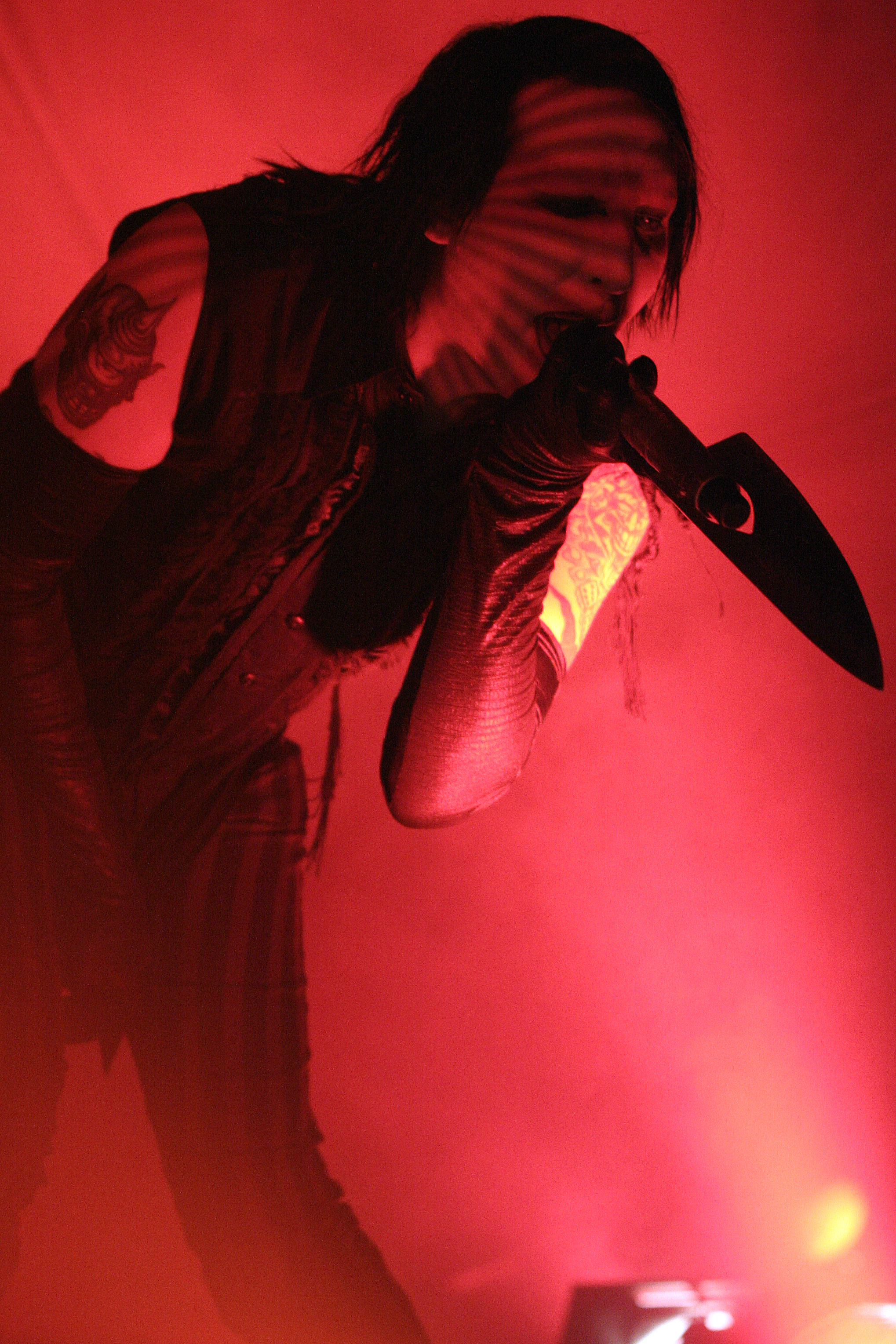
"Bad Girl" apresenta os vocais de Marilyn Manson.

Quando tinha 18 anos, Avril Lavigne conheceu o cantor americano Marilyn Manson em um de seus shows e, eventualmente, eles se tornaram amigos. Em 7 de julho de 2012, foi relatado que Lavigne estava namorando Manson, com o roqueiro negando o rumor, afirmando: "Ontem disseram que eu estava namorando Avril Lavigne. Que a po**a é essa? ela é canadense, eu não faria isso. Sem ofensas para o Canadá. Eu a conheço. Eu acidentalmente raspei a sua cabeça (risos). Mas sim, você nunca sabe de onde essas histórias vêm. Às vezes até tem um pouco de verdade. Será que eu f*** com Avril Lavigne? Quem sabe. Não me lembro, mas sem chances. Desculpe Avril.". Lavigne comentou que "eu queria raspar um lado da minha cabeça por algum tempo, [...] e isso era meio que se barbear e então, uma noite, foi na minha viagem para a França. Durante a minha viagem quando eu estava morando lá, estávamos andando nos bastidores e estávamos com a banda dele e com algumas bebidas e eu estava tipo: "Será que raspo minha cabeça. Acho que estou pronta, vou fazer isso!". Foi assim. Ele se divertiu. Amo usa sua maquiagem, seu guarda-roupa é muito visual. Eu gosto muito do estilo dele".
Mais tarde, a cantora revelou que ela fez uma música com Manson, confirmando a Billboard sobre a colaboração, dizendo: "Eu escrevi essa música chamada 'Bad Girl', e é mais escura e pesada, é uma das músicas de rock no disco." Lavigne também revelou que convidou Manson para a faixa, "No último minuto. Eu estava sentada lá e pensei que Manson seria perfeito para a música, então eu liguei para ele e ele disse 'que que queria ouvi-la. Então ele veio às 4 horas da manhã ... Sim, foi uma dessas noites." "Bad Girl" foi escrita por Avril Lavigne, Chad Kroeger e David Hodges, com a produção a cargo de Kroeger E Hodges. A música apresenta como vocais convidados o cantor de rock americano Marilyn Manson. Musicalmente, "Bad Girl" foi descrita como uma música pop e nu metal, contendo elementos predominantes de glam rock, rock industrial e punk rock dos anos 1970 pela Slant Magazine. Liricamente, a música fala sobre o sexo, com Manson cantando sobre suas fantasias de "papai" enquanto Avril o convida para transar com ela. "Serei sua garota má, Não me diga o que fazer/ Venha obtê-lo, agora ou nunca / Te deixarei fazer qualquer coisa, Serei sua garota má, aqui vamos nós", disse Lavigne.

## Recepção da critica
"Bad Girl" recebeu críticas positivas dos críticos de música. Stephen Thomas Erlewine declarou que os "gancho de força contundente e o mau gosto de Chad Kroeger o marido de Lavigne" são evidentes em todas as partes desta música de sexo vagamente péssimos, "acabando por chamar isso" de uma união mais assustadora pela presença de Kroeger, como co-roteirista e produtora." Jason Lipshut, da Billboard, chamou-a de "uma música de rock salazada, desleixada e melosa, como deveria ser bem", louvando Lavigne e Manson por transformar a música em um "glorioso caos". enquanto Sam Lansky do Idolator a chamou de "atrativa, mas estridente".
Robert Copsey, da Digital Spy, elogiou a música por "recordar o punk dos anos 70, surpreendentemente fielmente e oferecendo uma indicação de onde seu som poderia ser no futuro". Chamando-o "um treino de guitarra bombardeadora, Laurence Green do musicOMH, escreveu que "Bad Girl" parece ser a trilha sonora do bit em cada filme teen brega, onde a boa menina decide que é hora de se "soltar" e bater na cidade." Bradley Stern do MuuMuse, declarou que a música é "uma trilha maníaca e sem remorso". Kyle Fowley, da Slant Magazine, foi crítica com a música, chamando-a de "uma peça maçante de nu-metal, com uma performance telefônica de Marilyn Manson desinteressante".

## Faixas e formatos
| Download digital |            |                                           |         |  |
| N.º              | Título     | Compositor(es)                            | Duração |  |
| 1.               | "Bad Girl" | Avril Lavigne, Chad Kroeger, David Hodges | 2:56    |  |

## Desempenho nas tabelas musicais
Juntamente com muitas outras músicas do álbum original, "Bad Girl" estreou no número 58 no Gaon Music Charts, com 4.511 cópias vendidas na primeira semana. No Canadá, o single alcançou o número 88 no Canadian Hot 100.
| País/Parada (2012)                             | Maior posição |
| ---------------------------------------------- | ------------- |
| Coreia do Sul - Gaon Music International Chart | 58            |
| Canadá - Canadian Hot 100                      | 88            |